# 베케슈처버구

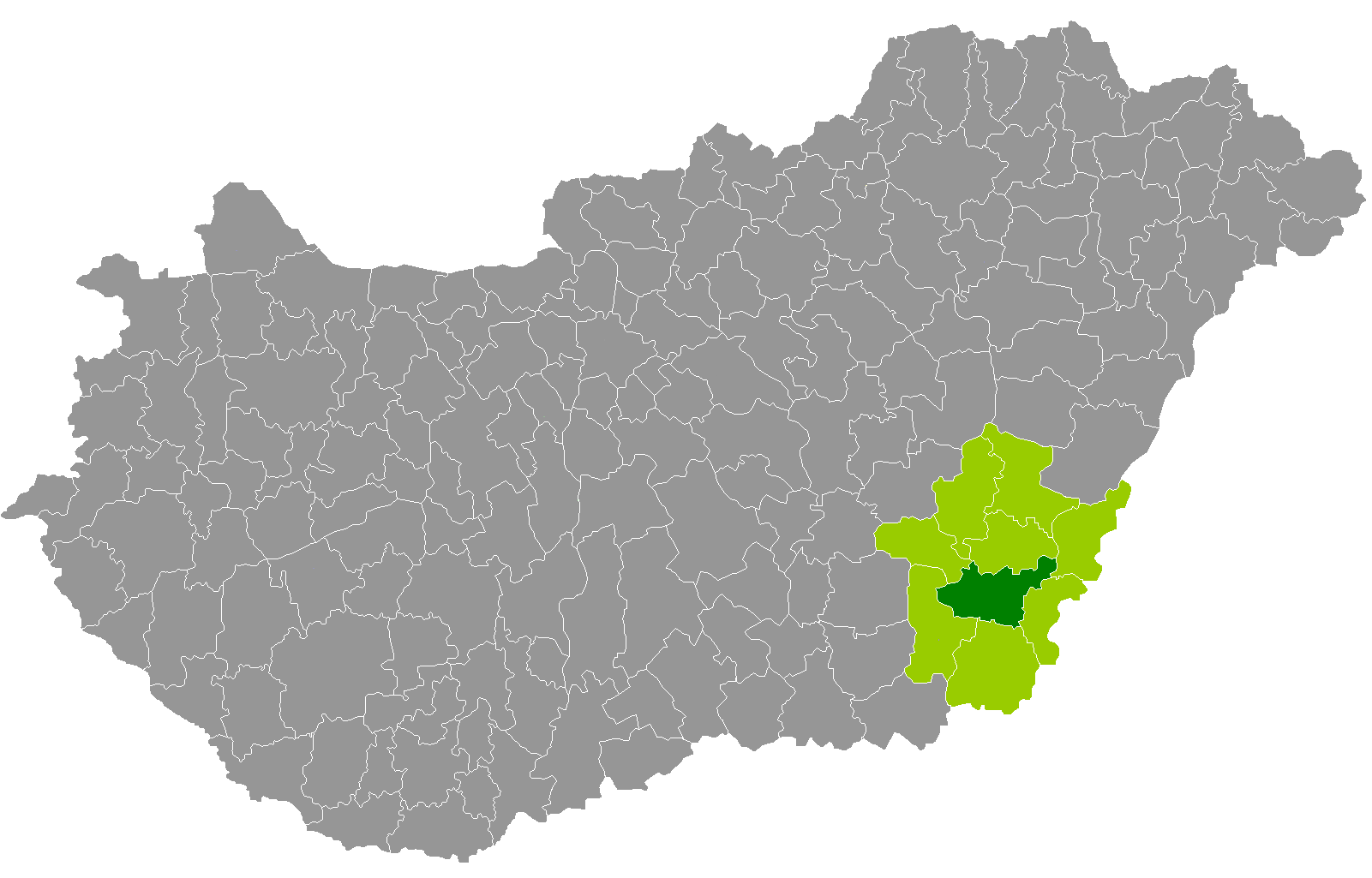
베케시주 지도에 표시된 베케슈처버구의 위치

베케슈처버구(헝가리어: Békéscsabai járás)는 헝가리 베케시주에 위치한 구로 구청 소재지는 베케슈처버이며 면적은 636.16km2, 인구는 83,541명(2011년 기준), 인구 밀도는 131명/km2이다.
북쪽으로는 베케시구, 동쪽으로는 셔르커드구, 줄러구, 남쪽으로는 메죄코바치하저구, 서쪽으로는 오로슈하저구, 서르버시구와 접한다. 9개 지방 자치체(1개 도시주, 2개 시, 6개 마을)를 관할한다.

구기
구 문장